# Заплази (село)
Заплази — село Любашівської селищної громади Подільського району Одеської області України. Населення становить 134 особи. Розташоване за 10 — 12 км на південь від однойменної залізничної станції, з якою, однак не має прямого автомобільного сполучення.

## Історія
Під час організованого радянською владою Голодомору 1932—1933 років померло щонайменше 2 жителі села.
Колищній орган місцевого самоврядування — Боківська сільська рада.
12 червня 2020 року, відповідно до Розпорядження Кабінету Міністрів України від № 724-р «Про визначення адміністративних центрів та затвердження територій територіальних громад Одеської області», увійшло до складу Любашівської селищної громади.
19 липня 2020 року, в результаті адміністративно-територіальної реформи і ліквідації Любашівського району, село увійшло до складу новоутвореного Подільського району.

## Населення
Згідно з переписом УРСР 1989 року чисельність наявного населення села становила 146 осіб, з яких 68 чоловіків та 78 жінок.
За переписом населення України 2001 року в селі мешкали 134 особи.

### Мова
Розподіл населення за рідною мовою за даними перепису 2001 року:
| Мова       | Відсоток |
| ---------- | -------- |
| українська | 73,13 %  |
| молдовська | 25,37 %  |
| російська  | 1,49 %   |